# 混合動力鐵路車輛

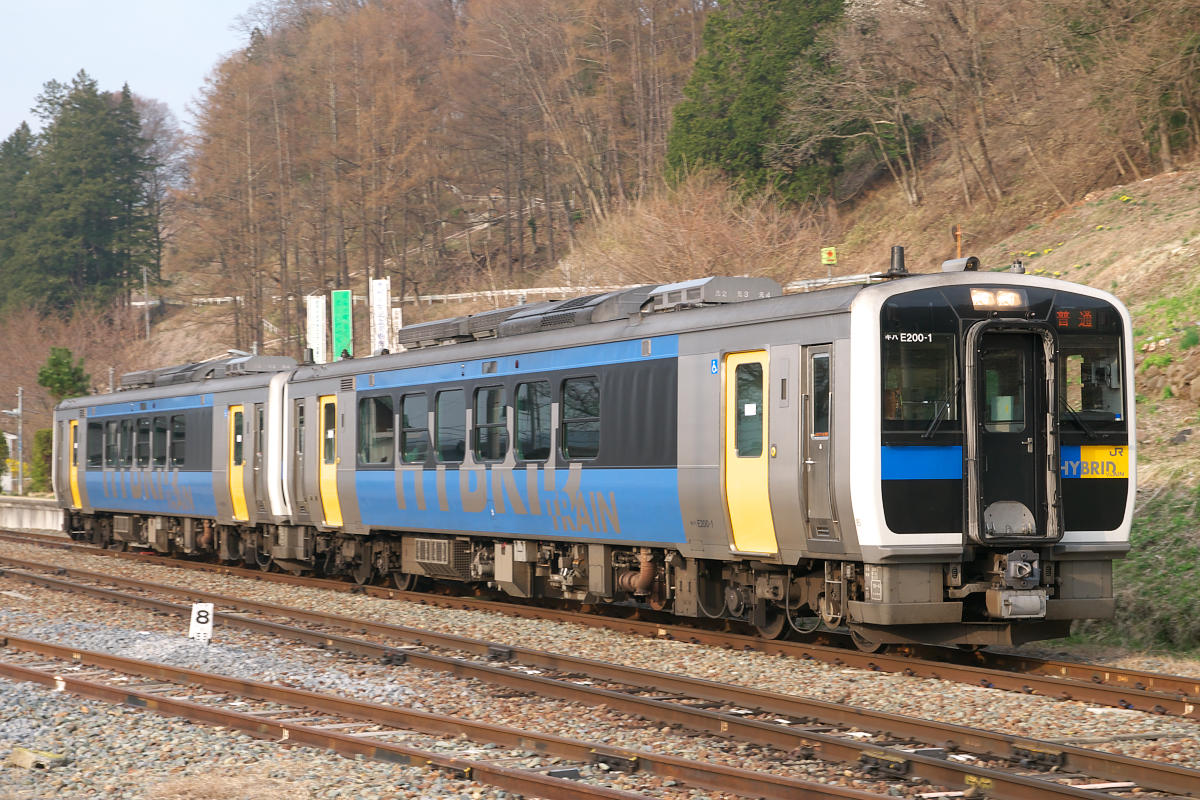
JRE-Kiha E200型

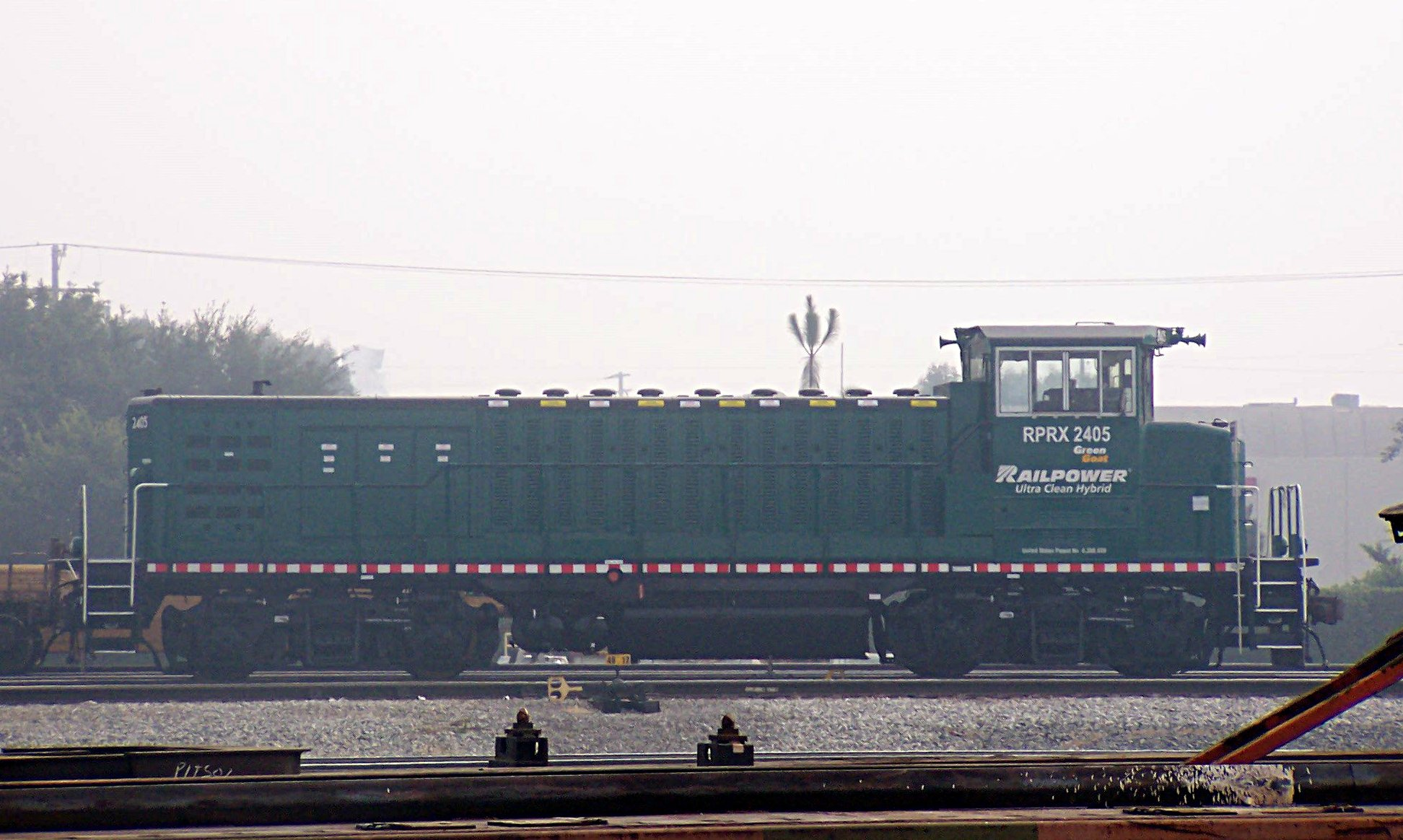
"Green Goat"

混合動力鐵路車輛是使用可充電儲能裝置輔助牽引系統的鐵路動力車輛。

## 原理
混合動力鐵路車輛會在車上安裝可充電儲能裝置（Rechargeable Energy Storage System, RESS），使用動力源（通常是柴油引擎）的過剩能量或者再生制動回收的電力替儲能裝置充電。在車輛啟動或者加速度時由儲能裝置提供牽引裝置額外的能量，減輕主要動力源的負擔，因此可以達到省油效益。
儲能裝置可使用化學電池或者飛輪電池，動力源可以是柴油引擎、天然氣引擎或者氫氣引擎（燃料電池），則傳動裝置通常是牽引馬達、液壓變速箱或者齒輪變速箱。

## 使用車輛

### 日本
- JR東日本キハE200型柴聯車
- JR東日本HB-E210系柴聯車
- JR東日本HB-E300系柴聯車
- JR東海HC85系電聯車
- JR貨物HD300型混合動力柴電機車

### 美国
- 通用電氣混合動力柴電機車，使用Evolution系列機車頭改裝的實驗機種
- Railpower GG20B Green Goat 柴電混合動力機車頭

### 中国大陆

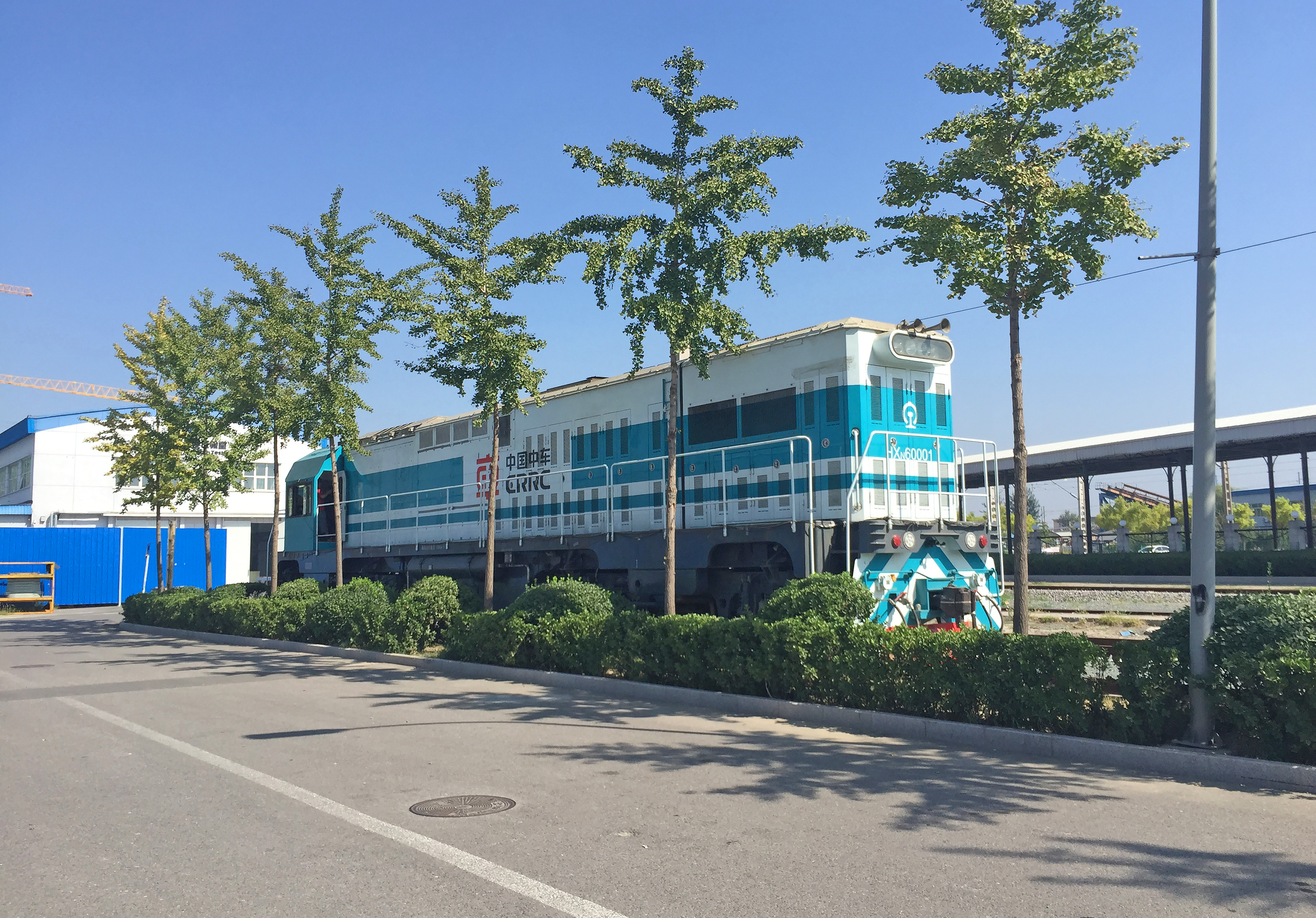
HXN6型油电混合动力机车

- 南车资阳CKD6E-5000系列内燃机车[1]
- 中车资阳公司HXN6型内燃机车[2]
- 中车长春轨道客车CJ5型混合动力动车组